# Mūza Rubackytė
Mūza Rubackytė (19 de maig de 1959) és una pianista lituana.
Actualment resideix a Vílnius i París. Rubackytė ha estat guardonada amb l'Orde del Gran Duc Gediminas de Lituània, i ha estat nomenada com a l'artista nacional de Lituània. Ha ascendit ràpidament als escenaris de concerts mundials gràcies a la seva tècnica magistral i dotada interpretació d'obres que abasten des de Bach a Scriabin.
Rubackytė ocupa diversos llocs d'ensenyament: 
- Professora a l'Acadèmia Lituana de Música i Teatre,
- Professora en el Conservatoire de Paris,
- Professora de classes magistrals al Conservatori de Moscou, i
- Jurat al Concurs Internacional de Piano de Lituània.